# Piilaniwahine
Piʻilaniwahine je bila havajska princeza. Njezino ime znači "žena koja se uspinje na nebo".
Prema Solomonu Lehuanuiu Kalaniomaiheiluu Peleioholaniju, njezini su roditelji bili kralj otoka Mauija Kalanikaumakaowākea i njegova supruga, kraljica Kaneakalau.
Njeni su supruzi bili Moana (imali su troje djece) i Ahu-a-ʻI, s kojim je imala kćer Lonomaaikanaku, preko koje je bila baka Kalaninuiamamaa, havajskog vladara.